# Estación de Tirso de Molina

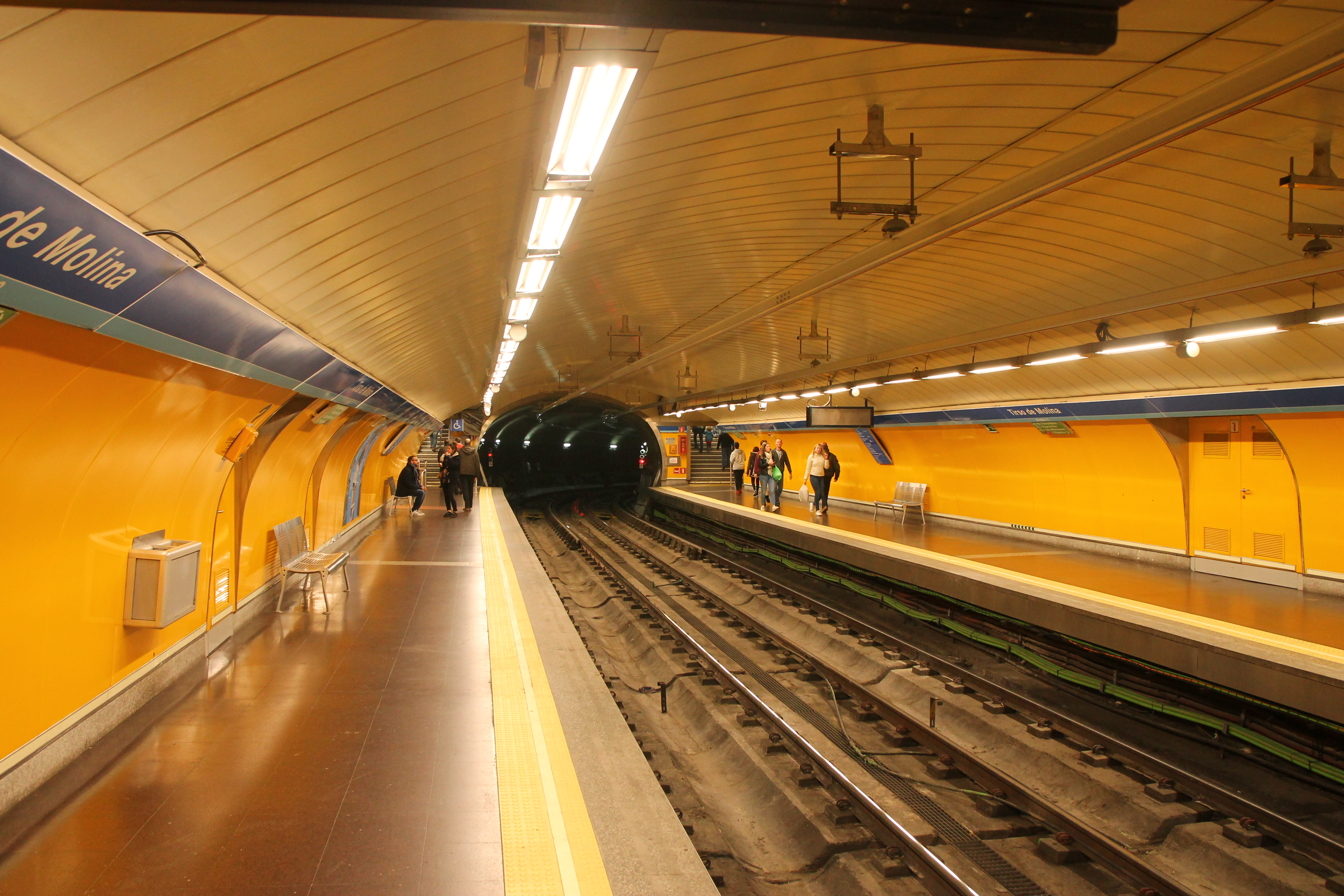
Andenes de la estación

Tirso de Molina es una estación de la línea 1 del Metro de Madrid situada bajo la plaza del mismo nombre en el distrito Centro de Madrid.

## Historia
La estación abrió al público el 26 de diciembre de 1921 con el nombre de Progreso y con andenes de 60 m; este nombre fue cambiado el 10 de julio de 1939 por el actual de "Tirso de Molina", y en los años 60 se ampliaron sus andenes a 90 m. Entre 2004 y 2005 fue reformada cambiando paredes y bóvedas, de manera que en la actualidad tiene vítrex amarillo.
Los restos humanos de los frailes del convento que había en la actual plaza, se encuentran detrás de las paredes de la estación.
Desde el 3 de julio de 2016, la estación permaneció cerrada por las obras de mejora de las instalaciones de la línea 1 entre las estaciones de Plaza de Castilla y Sierra de Guadalupe. La línea se reinauguró el 13 de noviembre de 2016, aunque el 14 de septiembre se reabrieron los tramos Plaza de Castilla-Cuatro Caminos y Alto del Arenal-Sierra de Guadalupe.
Entre el 24 de junio y el 26 de septiembre de 2023, el tramo Sol-Nueva Numancia permaneció cortado por obras.

## Accesos
Vestíbulo Conde de Romanones
- Conde de Romanones Pza. Tirso de Molina, 14

Vestíbulo Magdalena
- Magdalena Pza. Tirso de Molina, 1

## Líneas y conexiones

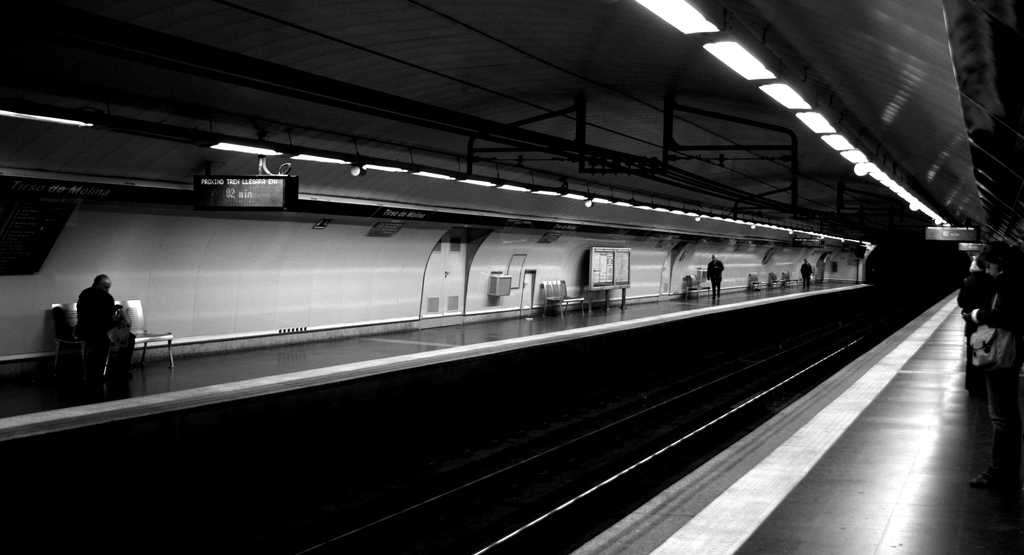
Andenes de la estación en blanco y negro.

### Metro
| << cabecera        | < estación | línea | estación >   | cabecera >> |
| ------------------ | ---------- | ----- | ------------ | ----------- |
| Pinar de Chamartín | Sol        |       | Antón Martín | Valdecarros |

### Autobuses
| Diurnos   |                          |                      |
| Línea     | Destino                  | Parada               |
| 6         | Orcasitas                | 1919 TIRSO DE MOLINA |
| 26        | Diego de León            | 1919 TIRSO DE MOLINA |
| 32        | Pavones                  | 1919 TIRSO DE MOLINA |
| M1        | Embajadores              | 1919 TIRSO DE MOLINA |
| 50        | Plaza Mayor              | 4038 TIRSO DE MOLINA |
| 65        | Jacinto Benavente        | 4038 TIRSO DE MOLINA |
| 002       | Argüelles                | 4038 TIRSO DE MOLINA |
| M1        | Sol / Sevilla            | 4038 TIRSO DE MOLINA |
| M3        | Sol / Sevilla            | 4038 TIRSO DE MOLINA |
| Nocturnos |                          |                      |
| Línea     | Destino                  | Parada               |
| N26       | Plaza de Alonso Martínez | 1919 TIRSO DE MOLINA |